# 托多爾·斯基利莫夫

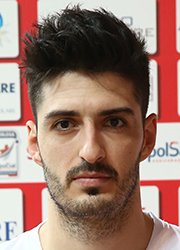
托多爾·斯基利莫夫

托多爾·斯基利莫夫（1990年1月9日—）是一位保加利亞排球運動員。他現在效力於意大利球隊拉提納排球俱樂部。他也代表保加利亞國家男子排球隊參加比賽。